# Walther Pflug
Walther Pflug (* 9. Oktober 1906 in Mosigkau bei Dessau; † 23. März 1985) war der erste Direktor des Mosigkauer Schlosses von 1951 bis 1954.

## Leben
Pflugs Vater, Wilhelm Pflug, war Arbeiter in der Schultheiss-Brauerei in Dessau. Seine Mutter, Minna (geborene Frauendorf) hatte eine kleine Landwirtschaft, die von den Eltern gemeinsam bewirtschaftet wurde. Sein Vater brachte eine damals siebenjährige Tochter Else mit in die Ehe. Bald nach der Hochzeit wurde Walther Pflug geboren. Seine Mutter versuchte mit dem Verkauf der landwirtschaftlichen Produkte zusätzlich Geld zu verdienen. Pflug besuchte zunächst bis zum achten Schuljahr zur Schule in Mosigkau und anschließend die Mittelschule I in Dessau. Er führte seine Ausbildung an der Anhaltischen Bauschule in Zerbst und besuchte danach die Thüringische Bauschule in Greußen. Im Jahr 1926 erhielt er von der Baugewerksinnung Dessau seinen Gesellenbrief für das Maurerhandwerk. Er studierte Hochbau an der Technischen Hochschule Dresden und schloss das Studium 1941 ab. Später promovierte er dort an der mit einer Arbeit über das Mosigkauer Schloss, was ihm den Titel „Doktor-Ingenieurs“ eintrug. Er hatte zwischenzeitlich als Oberlehrer, Berufsschulleiter und als Dozent im Gewerbelehrer-Lehrgang in Dessau, Köthen, Quedlinburg und am Berufspädagogischen Institut Halle gewirkt. Er betätigte sich auch als Komponist, indem er die Lieder Wu ich heem bin und Mein Heimatdorf, mein Mosigkau schrieb.
Pflug arbeitete ab Sommer 1945 an der Rettung und Wiederherstellung des Mosigkauer Schlosses. Vom Präsidenten des Landes Sachsen-Anhalt wurde er 1947 als Kurator des Schlosses eingesetzt. Ab dem 1. März 1953 wurde Pflug vom Rat der Stadt Dessau mit der Leitung des Staatlichen Museums Schloss Mosigkau beauftragt. Am 15. August 1954 beendete sein Dienstverhältnis und wurde bis 1956 Redakteur für die Zeitschrift Deutsche Architektur an der Deutschen Bauakademie in Berlin. Seit August 1958 widmete er sich seiner eigenen wissenschaftlichen Forschungen. Er publizierte fortan Schriften zur Geschichte seiner Heimat.
Pflug verortete die Varusschlacht im Tautenburger Wald.

## Werke
- Anna. Eine Hexengeschichte aus Mosigkau Verlag Martin Salzmann, Dessau 1929.
- Schloss Mosigkau (= Kleiner Kunstführer. Heft 1). 1949 (dhb.thulb.uni-jena.de).
- Kleiner Führer durch Dorf, Schloß, Gemäldegalerie und Park Mosigkau: Festschrift zur Einweihung des neuen Rathauses; ein Jahrbuch Mosigkaus 1950. Mosigkau 1949.
- Schöpferische Denkmalpflege. Einbau der verfallenden Treppe des Schlosses Dornburg in das Gesellschaftsmuseum Schloss Mosigkau, Mosigkau. Typoskript, 1951.
- Alte Gartenkunst in Mosigkau. Staatl. Museum Mosigkau, 1952.
- Schloss Mosigkau. Eine bau- und kunstgeschichtliche Monographie. Technische Hochschule Dresden (Dissertation von 16. Juni 1953).
- Die Baugeschichte des Schlosses Mosigkau. Staatl. Museum Schloss Mosigkau, 1953.
- Das Rätsel des alten Elbübergangs. Staatl. Museum Schloss Mosigkau, 1953.
- Heimatkundliche Wanderfahrten durch das Dessau-Köthener Land. 1. Rosefeld, Chörau, Susigke, Kleinzerbst. Staatl. Museum Schloss Mosigkau, 1954.
- Media in Germania. 1. Eine Darstellung der römischen Expansion in Germanien. Schröter, Gießen-Rödgen 1956.
- Schloss Mosigkau – ein Meisterwerk deutscher Rokokokunst dargestellt in seiner Baugeschichte. Dessau-Mosigkau, 1960.